# Helidon Xhixha
Helidon Xhixha (ur. w grudniu 1970 w Durrësie) – albański rzeźbiarz.

## Życiorys

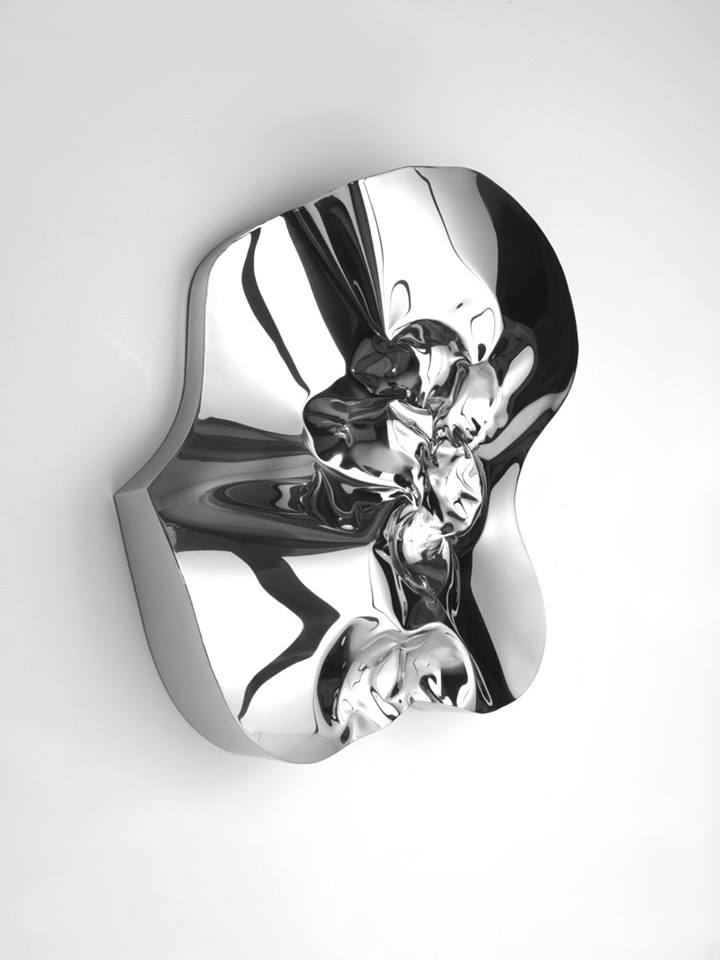
Jedna z rzeźb Helidona Xhixhy (2013)

Swoje zainteresowanie rzeźbiarstwem Helidon Xhixha odziedziczył po ojcu Salim; ten pracował jako malarz, wykonywał portrety polityków oraz plakaty propagandowe. Sam Helidon uczęszczał na studia na Akademii Sztuk Pięknych w Tiranie, jednak w 1991 roku z powodów politycznych wyjechał do Włoch, gdzie pracował i w 1999 roku ukończył studia na Akademii Sztuk Pięknych Brera w Mediolanie. W 1998 roku otrzymał stypendium na londyńskim Kingston University, w ramach którego przez trzy miesiące doszkalał się w zakresie grawerowania, rzeźbiarstwa i fotografii.

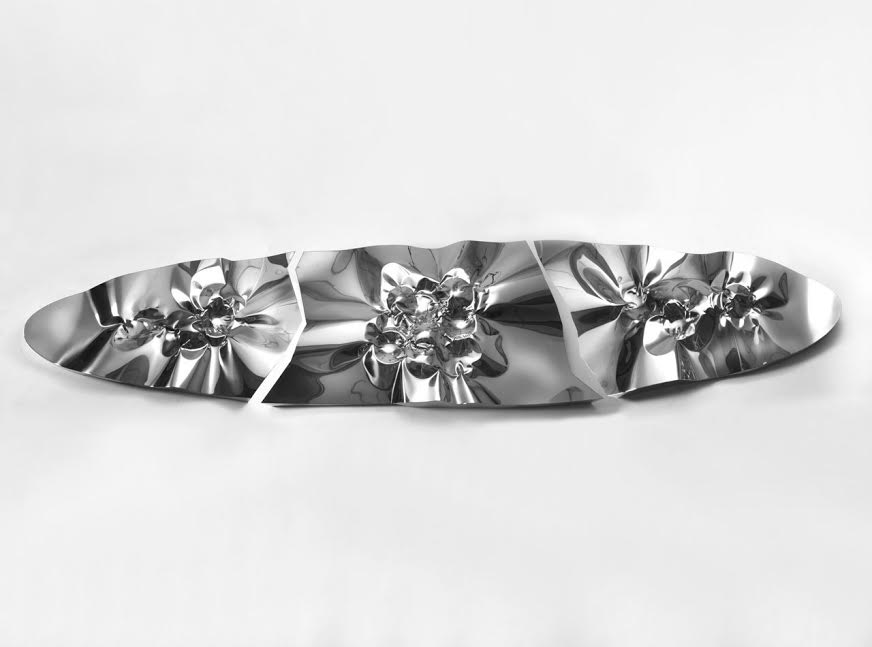
Rzeźba bez tytułu (2014)

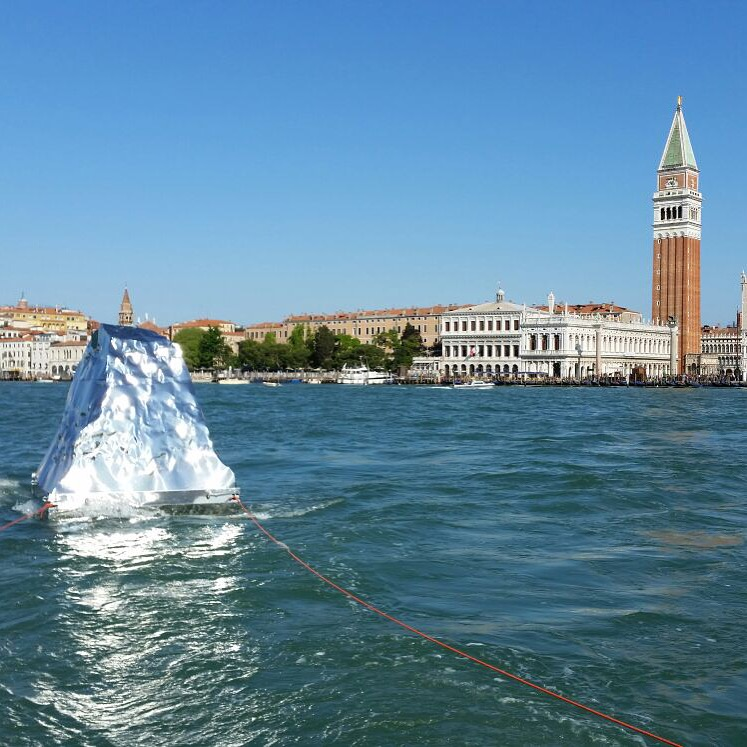
Rzeźba góry lodowej (2015)

W 2001 roku po raz pierwszy odwiedził Dubaj, został poproszony przez włoskiego architekta o zaprojektowanie rzeźby do holu hotelu Meliá; projekt ma kształt rzeźby ściennej o wymiarach 12 x 4 m, został wykonany ze stali nierdzewnej gatunku 316, nazwany Elliptical Energy oraz został dostarczony w styczniu 2012 roku. Do innych jego prac należą trzy monolity przy budynku przedsiębiorstwa Montanstahl AG w Stabio i pomniki przy budynku władz samorządowych w Mediolanie, Muzeum Antonia Stradivariego w Cremonie oraz przy Pałacu Prezydenckim w Tiranie.
W 2003 roku podarował gminie Maranello rzeźbę ze stali nierdzewnej, wysokości 5 metrów i wadze 800 kg, przedstawiającą konia zawartego w logo marki Ferrari. Od 18 do 20 czerwca 2008 na florenckim Piazza de' Rucellai miała miejsce wystawa rzeźby Xhixhy przedstawiającą dwie wieże (mające na celu upamiętnić ofiary zamachu z 11 września 2001 roku); rzeźba następnie była wystawiana w Berlinie i na nowojorskim Madison Avenue.
Mieszka w Mediolanie i w Dubaju. Współpracował z amerykańskim przedsiębiorstwem Property Markets Group, która zaprojektowała położony w Sunny Isles Beach 47-piętrowy wieżowiec Muse zawierający rzeźby autorstwa Xhixhy wewnątrz wszystkich 68 mieszkań tegoż budynku.
Od 15 października 2015 do 30 kwietnia 2016 w Porcie lotniczym Mediolan-Malpensa wystawiono instalację autorstwa Xhixhy, nawiązującą do Ostatniej Wieczerzy Leonarda da Vinci.
Jego rzeźby były wystawiane także we Francji, Monako oraz w miastach, jak Londyn, Marbella, Paryż, Dubaj, Wiedeń, Turyn, Bolonia, Wenecja (m.in. na 56. Biennale w 2015 roku, gdzie pokazywano utworzoną przez niego rzeźbę góry lodowej) i Pietrasanta, gdzie od 11 czerwca do września 2016 prowadził swoją wystawę, otwartą we współpracy z Contini Art UK oraz pod patronatem Muzeum Bozzetti oraz gminy).